# 追風 (初代神風型駆逐艦)
|          |                                                                                       |
| 艦歴     |                                                                                       |
| 計画     | 明治37年度臨時軍事費                                                                  |
| 起工     | 1905年8月1日                                                                          |
| 進水     | 1906年1月10日                                                                         |
| 就役     | 1906年8月21日                                                                         |
| その後   | 1912年8月28日三等駆逐艦 1925年11月18日雑役船編入、交通船兼曳船指定、公称第620号と改名 |
| 除籍     | 1924年12月1日                                                                         |
| 廃船     | 1930年12月8日                                                                         |
| 売却     | 1931年5月28日                                                                         |
| 性能諸元 |                                                                                       |
| 排水量   | 常備：381t 満載：450t                                                                 |
| 全長     | 69.2メートル                                                                          |
| 全幅     | 6.6メートル                                                                           |
| 吃水     | 1.8メートル                                                                           |
| 機関     | レシプロエンジン2基2軸、6,000hp                                                       |
| 最大速力 | 29ノット                                                                              |
| 航続距離 | 11ノット/850カイリ                                                                    |
| 乗員     | 70人                                                                                  |
| 兵装     | 80mm（40口径）単装砲 2門 80mm（28口径）単装砲 4門 450mm魚雷発射管 2門                 |

追風（おいて / おひて）は、大日本帝国海軍の駆逐艦で、神風型駆逐艦 (初代)の13番艦である。同名艦に神風型駆逐艦 (2代)の「追風」があるため、こちらは「追風 (初代)」や「追風I」などと表記される。

## 艦歴
1905年（明治38年）2月15日、命名（製造番号第13号）。同年8月1日、舞鶴海軍工廠で起工（三菱造船所で起工との文献がある）。1906年（明治39年）1月10日、進水。同月15日、駆逐艦に類別。同年8月21日、竣工。
1924年（大正13年）12月1日、除籍。1925年（大正14年）11月18日、雑役船に編入され、交通船兼曳船（公称第620号）に指定。1930年（昭和5年）12月8日、廃船。1931年（昭和6年）5月28日売却。高知県で漁礁として海没。

## 艦長
※『日本海軍史』第9巻・第10巻の「将官履歴」及び『官報』に基づく。
駆逐艦長
- 遠矢勇之助 少佐：1906年7月3日 - 1907年3月21日
- 末次綱吉 大尉：1907年3月21日 - 1908年6月23日
- 園田信正 大尉：1908年6月23日 - 1909年12月1日
- 前田数馬 大尉：1909年12月1日 - 1911年5月23日
- 幸山三枝 大尉：1911年5月23日 - 1912年9月7日
- 宮部光利 大尉：1912年9月7日 - 1913年5月24日
- 藤田三他人 大尉：1913年5月24日 - 12月1日
- 丹下弘男 大尉：1913年12月1日 - 1915年12月13日
- 池田喜蔵 大尉：1915年12月13日 - 1917年12月1日[7]
- 倉田七郎 大尉：1917年12月1日[7] - 1918年9月10日[8]
- 田中恒太郎 大尉：1918年9月10日[8] - 9月12日[9]
- 大崎義雄 少佐：1918年9月12日[9] - 1919年12月1日[10]
- 村島徤三 大尉：1919年12月1日[10] - 1920年5月6日[11]
- 斎藤二朗 大尉：1920年5月6日 - 1920年10月5日
- （兼）中村熊三 中佐：1920年10月5日[12] - 1920年12月1日[13]
- 実吉敏郎 大尉：1920年12月1日[13] - 1921年7月26日[14]
- （兼）春日末章 大尉：1921年7月26日[14] - 8月6日[15]
- 栗田健男 大尉：1921年8月6日 - 1921年9月6日
- （兼）佐藤立一 大尉：1921年9月6日[16] - 1921年11月10日[17]
- 平岡貞 大尉：1921年11月10日[17] - 1923年5月1日[18]
- （兼）村瀬頼治 大尉：1923年5月1日[18] - 1924年2月5日[19]
- （兼）宮武重敏 大尉：1924年2月5日[19] - 5月20日[20]
- 津田源助 大尉：1924年5月20日[20] -